# نانسی سالزمن
نانسی ال. سالزمن (زاده ۱۶ ژوئیه ۱۹۵۴) یک مجرم محکوم‌شده آمریکایی و هم‌بنیان‌گذار نکسیام، یک شرکت بازاریابی چندسطحی و فرقه مستقر در نزدیکی آلبانی، نیویورک است. سالزمن که پیش‌تر پرستار بود، از دهه ۱۹۹۰ با کیت رانیری در توسعه این سازمان همکاری داشت.

## پیشینه
سالزمن در کرنفورد، نیوجرسی بزرگ شد و در سال ۱۹۷۲ از دبیرستان کرنفورد در زادگاهش فارغ‌التحصیل شد. او تجربه‌ای در زمینه هیپنوتیزم و برنامه‌ریزی عصبی زبانی داشته است. نام سالزمن در پایگاه داده نرسیس به‌عنوان دارنده مجوز پرستاری در ایالت نیویورک از سال ۱۹۸۳ تا انقضای آن در سال ۲۰۱۹ ثبت شده است.

## نکسیام
پیش از آنکه کیت رانیری با سالزمن آشنا شود، او یک طرح هرمی به نام شرکت خط خرید مصرف‌کنندگان. را اداره می‌کرد که در سپتامبر ۱۹۹۶ توسط دادستان کل نیویورک تعطیل شد. در سال ۱۹۹۷، رانیری با سالزمن همکاری کرد تا برنامه‌هایی تحت عنوان برنامه‌های موفقیت اجرایی توسعه دهد که بعدها به نکسیام تغییر نام داد.
در نکسیام، سالزمن به‌عنوان رئیس شرکت قدرت قابل توجهی داشت و اعضای فرقه او را پرفکت می‌نامیدند. سالزمن به‌عنوان نفر دوم، در ایجاد و تبلیغ آموزه‌ها و ایدئولوژی رانیری و جذب افراد به نکسیام نقش داشت. اعضای پیشین نکسیام، سالزمن را به همکاری با رانیری برای کنترل اعضا و جلوگیری از پاسخگویی او در داخل این سازمان متهم کرده‌اند.
به گفته دادستان‌ها، سالزمن نقش اساسی در فعالیت‌های مجرمانه نکسیام داشت. او نفوذ گسترده‌ای در این سازمان داشت که شامل توطئه برای سرقت هویت و تغییر اسناد می‌شد. بین سال‌های ۲۰۰۵ تا ۲۰۰۸، سالزمن در نظارت غیرقانونی و تحقیقات علیه منتقدان و دشمنان نکسیام و رانیری مشارکت داشت. او این افراد را به‌طور غیرقانونی زیر نظر داشت تا بر آن‌ها تسلط یابد و از انتقاد آن‌ها نسبت به شرکت جلوگیری کند. مأموران اجرای قانون در خانه سالزمن جعبه‌ای حاوی اطلاعات بانکی خصوصی بسیاری از افرادی که به‌عنوان منتقدان و دشمنان نکسیام شناخته می‌شدند، از جمله روزنامه‌نگاران، قضات و یک کارشناس در زمینه فرقه‌ها، کشف کردند. 
سالزمن همچنین برای جلوگیری از اجرای عدالت، نوارهای ویدیویی را در یک پرونده حقوقی بین نکسیام و یکی از دانشجویان سابق ویرایش و بخش‌هایی را حذف کرد تا به نفع شرکت باشد. در سال ۲۰۰۳، نکسیام شکایتی علیه یک دانشجوی سابق، والدین او و یک متخصص برنامه‌ریزی برای خروج از فرقه تنظیم کرد. این دانشجوی سابق در سال ۲۰۰۸ علیه نکسیام شکایت متقابلی ارائه داد و ادعا کرد که نکسیام ماهیت و اثربخشی برنامه‌های خود را نادرست معرفی کرده است. در طول این دعوی قضایی، سالزمن و دیگران نوارهای ویدیویی را تغییر دادند تا بخش‌هایی که می‌توانست ادعاهای دانشجوی سابق را تأیید کند، حذف کرده و آن را به‌گونه‌ای جلوه دهند که ویدیوها ویرایش نشده‌اند. این نوارهای ویرایش‌شده سپس توسط وکلای نکسیام با ادعای کذب مبنی بر اینکه به‌صورت ویرایش‌نشده ارائه شده‌اند، به دادگاه ارائه شدند.
در مارس ۲۰۱۸، مأموران اف‌بی‌آی با حکم بازرسی خانه سالزمن واقع در «اوریگان تریل» در واترفورد، نیویورک را مورد حمله قرار داده و مقادیر زیادی پول نقد به ارزش مجموع ۵۲۰٬۰۰۰ دلار را که در کیسه‌ها، پاکت‌ها و جعبه‌های کفش قرار داده شده بود، ضبط کردند. یکی از این جعبه‌ها حاوی بیش از ۳۹۰٬۰۰۰ دلار بود. مأموران همچنین تعدادی کامپیوتر، دستگاه‌های ذخیره‌سازی داده، دوربین‌ها، تلفن‌های همراه و بلک‌بری‌ها و همچنین مقادیر کمی ارز مکزیکی و روسی را مصادره کردند.
در ۲۴ ژوئیه ۲۰۱۸، مأموران فدرال سالزمن، دخترش «لارن سالزمن»، حسابدار «کیتی راسل» و کلر برونفمن را به اتهام توطئه برای ارتکاب باج‌گیری دستگیر کردند. در ژوئیه ۲۰۱۸، دادگاه اعلام کرد که سالزمن، کیت رنیری، کلر برونفمن، آلیسون مک، کیتی راسل و دختر سالزمن در جرایمی همچون سرقت هویت، اخاذی، کار اجباری، قاچاق جنسی، پول‌شویی، کلاهبرداری از طریق اینترنت و مانع‌تراشی در اجرای عدالت مشارکت داشته‌اند.
در مارس ۲۰۱۹، سالزمن در دادگاه دادگاه منطقه‌ای ایالات متحده برای ناحیه شرقی نیویورک به اتهام توطئه برای ارتکاب باج‌گیری اقرار کرد. قرار بود سالزمن در ۱۰ ژوئیه ۲۰۱۹ محکوم شود، اما این جلسه به تاریخ دیگری موکول شد. در ۹ ژوئیه ۲۰۲۱، اعلام شد که جلسه صدور حکم سالزمن در ۲ اوت ۲۰۲۱ برگزار خواهد شد، اما این تاریخ مجدداً به ۸ سپتامبر ۲۰۲۱ تغییر یافت.
در ژانویه ۲۰۲۰، چندین عضو سابق نکسیام از جمله سالزمن و دخترش لارن، به‌عنوان متهمان یک دادخواهی مدنی در دادگاه فدرال مورد پیگرد قانونی قرار گرفتند. این دادخواست، نکسیوم را به‌عنوان یک طرح هرمی معرفی کرد که از اعضای خود سوءاستفاده کرده، آزمایش‌های غیرقانونی انسانی انجام داده و ترک این جامعه را برای اعضا «از لحاظ جسمی و روانی دشوار و در برخی موارد غیرممکن» کرده است.
در سپتامبر ۲۰۲۱، سالزمن به جرم توطئه برای ارتکاب باج‌گیری به ۴۲ ماه حبس و پرداخت ۱۵۰٬۰۰۰ دلار جریمه محکوم شد. وی همچنین موافقت کرد که چندین ملک، بیش از ۵۰۰٬۰۰۰ دلار پول نقد و یک پیانوی اشتاین‌وی را به دولت ایالات متحده واگذار کند. سالزمن در ۲۱ فوریه ۲۰۲۲ به مؤسسه اصلاحی فدرال، هیزلتون در ویرجینیای غربی منتقل شد و در ۱۹ مارس ۲۰۲۴ آزاد شد.